# Martini (vermouth)
Martini är ett italienskt varumärke som utvecklats av företaget Martini & Rossi. Den första produkten som tillverkades var en röd vermouth, Martini Rosso, som började produceras 1864 i Turin, Italien. Dessa skulle sedan följas av Martini Extra Dry, en torr, vit vermouth som introducerades 1 januari 1900 och några år senare av Martini Bianco, som är en vit och söt vermouth.
Sedan 1993 ingår Martini & Rossi i gruppen Bacardi Limited.

## Historia
Varumärket Martini har sitt ursprung i företaget Distilleria Nazionale di Spirito di Vino som redan på 1840-talet tillverkade vermouth. 1863 köptes företaget upp av två anställda, Alessandro Martini och Teofilo Sola och företaget bytte namn till Martini, Sola e C.ia. Samtidigt kom likörmakaren Luigi Rossi in som delägare. 1864 kom den första flaskan Martini ut på marknaden.
1879 dog Teofila Sola och företaget bytte återigen namn till sitt nuvarande, Martini & Rossi. I början på 1900-talet blir namnet Martini det som kännetecknar vermouth från Martini & Rossi.

## Dry Martini
Drinken Dry Martini, som är en av International Bartenders Associations officiella drinkar, har inte fått sitt namn från varumärket Martini, även om ursprunget till drinkens namn inte är belagt med säkerhet.